# 1801 na política

## Nascimentos
| Data        | Nome                       | Profissão                                                      | Nacionalidade  | Observações | Ref |
| ----------- | -------------------------- | -------------------------------------------------------------- | -------------- | ----------- | --- |
| 20 de março | Charles La Trobe           | primeiro tenente-governador da colónia Vitória                 | Inglaterra     | m. 1875     |     |
| 1 de junho  | Brigham Young              | governador do estado de Utah, pregador religioso e historiador | Estados Unidos | m. 1877     |     |
| ??          | Antão José Maria de Almada | Ajudante-de-campo, Mestre-sala da Casa Real e Par do Reino     | Portugal       | m. 1834     |     |

## Mortes
| Data       | Nome                                                               | Profissão                                | Nacionalidade | Observações | Ref |
| ---------- | ------------------------------------------------------------------ | ---------------------------------------- | ------------- | ----------- | --- |
| 6 de junho | António José de Vasconcelos e Sousa da Câmara Caminha Faro e Veiga | Presidente do Senado da Câmara de Lisboa | Portugal      | n. 1738     |     |